# Wierch-Juśwa
Wierch-Juśwa (ros. Верх-Юсьва) – wieś (sieło) w Rosji, w Kraju Permskim, w rejonie kudymkarskim. W 2010 liczyła 733 mieszkańców.